# Nikolai von Medem
Karl Woldemar Nikolai Wassiljewitsch Baron von Medem (russisch Николай Васильевич фон Медем; * 25. Oktoberjul. / 5. November 1795greg. in Genitschek (Litauen); † 24. Februarjul. / 8. März 1870greg. in Sankt Petersburg) war ein deutschbaltisch-russischer General der Artillerie und Hochschullehrer.

## Leben
Nikolai von Medem aus der kurländischen Familie von Medem studierte von 1811 bis 1813 an der Kaiserlichen Universität Dorpat und begann seinen Dienst 1813 als Junker in der Gardeartillerie zu Pferde. Er kämpfte im Sechsten Koalitionskrieg in der Völkerschlacht bei Leipzig und in den Schlachten bei Brienne, Arcis-sur-Aube und Fère-Champenoise. Bei der folgenden Schlacht bei Paris wurde er zum Praporschtschik befördert.
Im Jahr 1823 wurde von Medem als Stabskapitän an die 1820 von Großfürst Michael gegründete Artillerieschule in St. Petersburg abkommandiert, um Militärwissenschaft zu lehren. 1826 wurde er Inspektor der Klassen dieser Schule im Oberst-Rang. 1827 heiratete er Marija Michailowna geborene Balugjanskaja (1804–1894). 1932 wurde er an der neuen Nikolaus-Militärakademie in St. Petersburg Professor für Taktik und Militärkunstgeschichte. Er entwickelte ein Unterrichtsprogramm und richtete zusammen mit Ludwig von Seddeler eine Taktik-Übung ein. 1833 wurde er dort auf den Lehrstuhl für Strategie, Geschichte der Feldzüge und Militärliteratur berufen und zum Generalmajor befördert. In seiner Strategie-Vorlesung setzte er sich mit allen bekannten Autoren von Henry Lloyd bis Carl von Clausewitz auseinander. Seine Vorlesung zur Militärgeschichte behandelte die Kriege vom Dreißigjährigen Krieg bis zum Feldzug 1815. 1834 wurde er Mitglied der Militärakademie auf Lebenszeit und Beauftragter des Oberdirektors des Pagen- und Kadettenkorps. 1836 gab er eine Übersicht über die bekannten Strategieregeln und -systeme heraus, wofür er 1837 den halben Demidow-Preis erhielt. 1837 veröffentlichte er einen zweibändigen Taktik-Leitfaden, wofür er 1839 den vollen Demidow-Preis erhielt. Zusammen mit Ossip Senkowski gab er 1838–1840 die sechsbändige Militärbibliothek heraus. 1845 wurde er Generalleutnant.
1848 wurde von Medem Vorsitzender des Militärzensurkomitees. 1856 folgte der Orden des Heiligen Georg. 1858 erhielt er ein Auslandskommando zur Erstellung eines Berichts über die militärwissenschaftlichen Einrichtungen in Europa. 1860 wurde er Mitglied der Zensurhauptverwaltung und Vorsitzender des St. Petersburger Zensurkomitees. 1862 wurde er Mitglied des Rates des Innenministeriums (bis 1865). 1864 wurde er General der Artillerie und Vorsitzender des Hauptkomitees für Militärwissenschaft. Daneben war er Hauptaufseher des militärwissenschaftlichen Unterrichts in den militärwissenschaftlichen Einrichtungen Russlands.
Von Medem wurde auf dem Friedhof des Pskow-Petschorsker Mariä-Entschlafen-Klosters in Petschur begraben.